# Tiefenhöchstadt
Tiefenhöchstadt ist ein Gemeindeteil des Marktes Buttenheim im oberfränkischen Landkreis Bamberg. Die Gemarkung, die etwa der ehemaligen Gemeinde entspricht, umfasst neben dem Dorf Tiefenhöchstadt auch die westlich davon gelegenen Hochstall und Kälberberg. Die ehemalige Gemeinde hatte eine Fläche von 645,32 Hektar.

## Lage
Von Tiefenhöchstadt fließt der Deichselbach nach Altendorf. Das Dorf liegt im Naturpark Fränkische Schweiz-Frankenjura. Nach Kälberberg im Westen und Hochstall im Südwesten beträgt die Entfernung jeweils etwa einen Kilometer. Frankendorf liegt im Süden und Kalteneggolsfeld und Oberngrub im Osten, jeweils circa zwei Kilometer vom Ortskern entfernt.

## Geschichte
Tiefenhöchstadt war lange ein Obleidorf Bambergs und dem Hochstift bis zur Säkularisation 1802 abgabepflichtig. Die Abgabe bestand in Getreide und anderen Naturalien, die dem Stift als wirtschaftliche Grundlage der  Haushaltung dienten. Später wurden die Naturalien ganz oder teilweise durch Geldzahlungen ersetzt. Um 1690 erhielt der Ort von seinem damaligen Obleiherrn eine Gemeindeordnung.
Am 1. Januar 1972 wurde Tiefenhöchstadt in den Markt Buttenheim eingegliedert.

## Bildergalerie

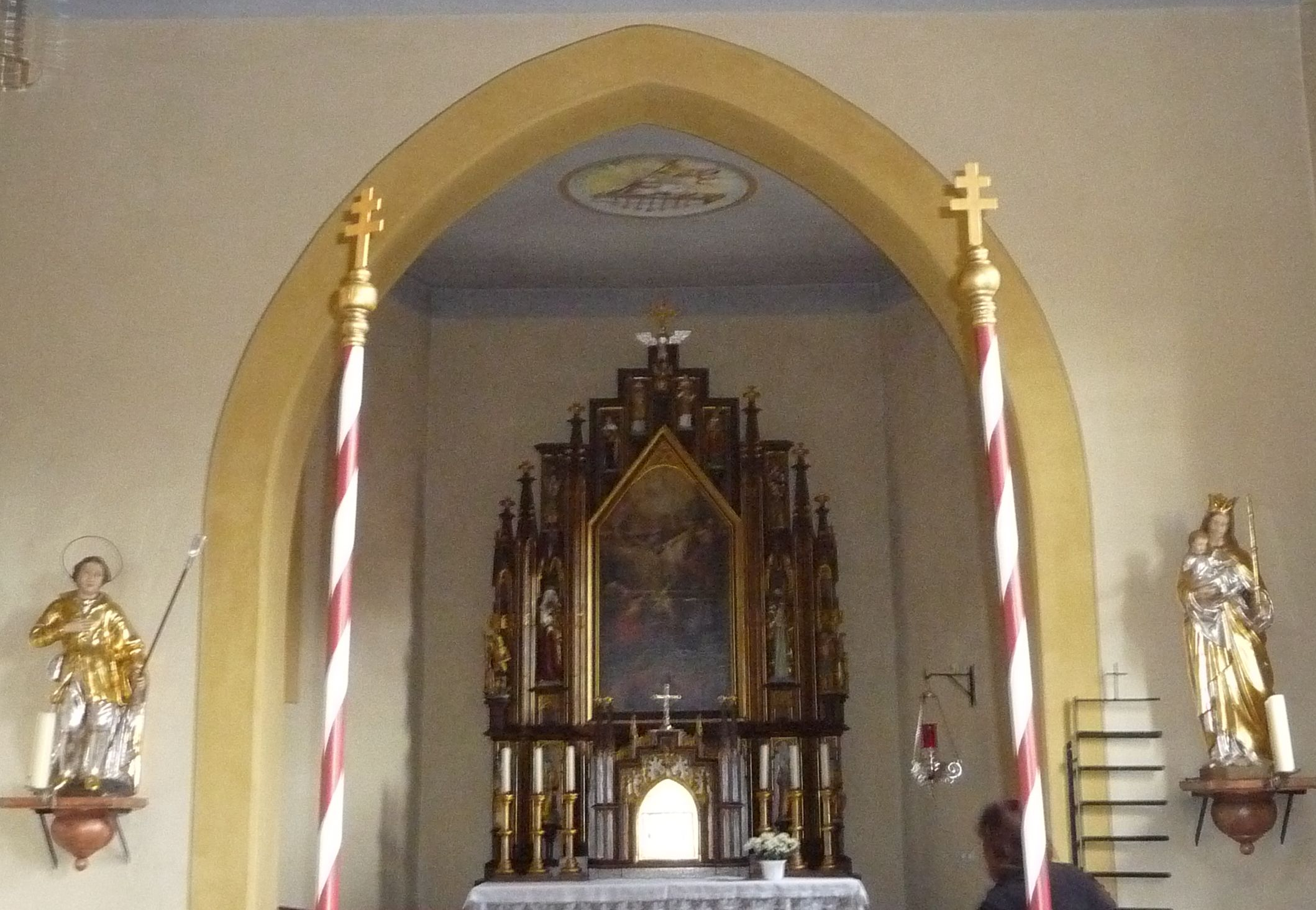
Kapelle
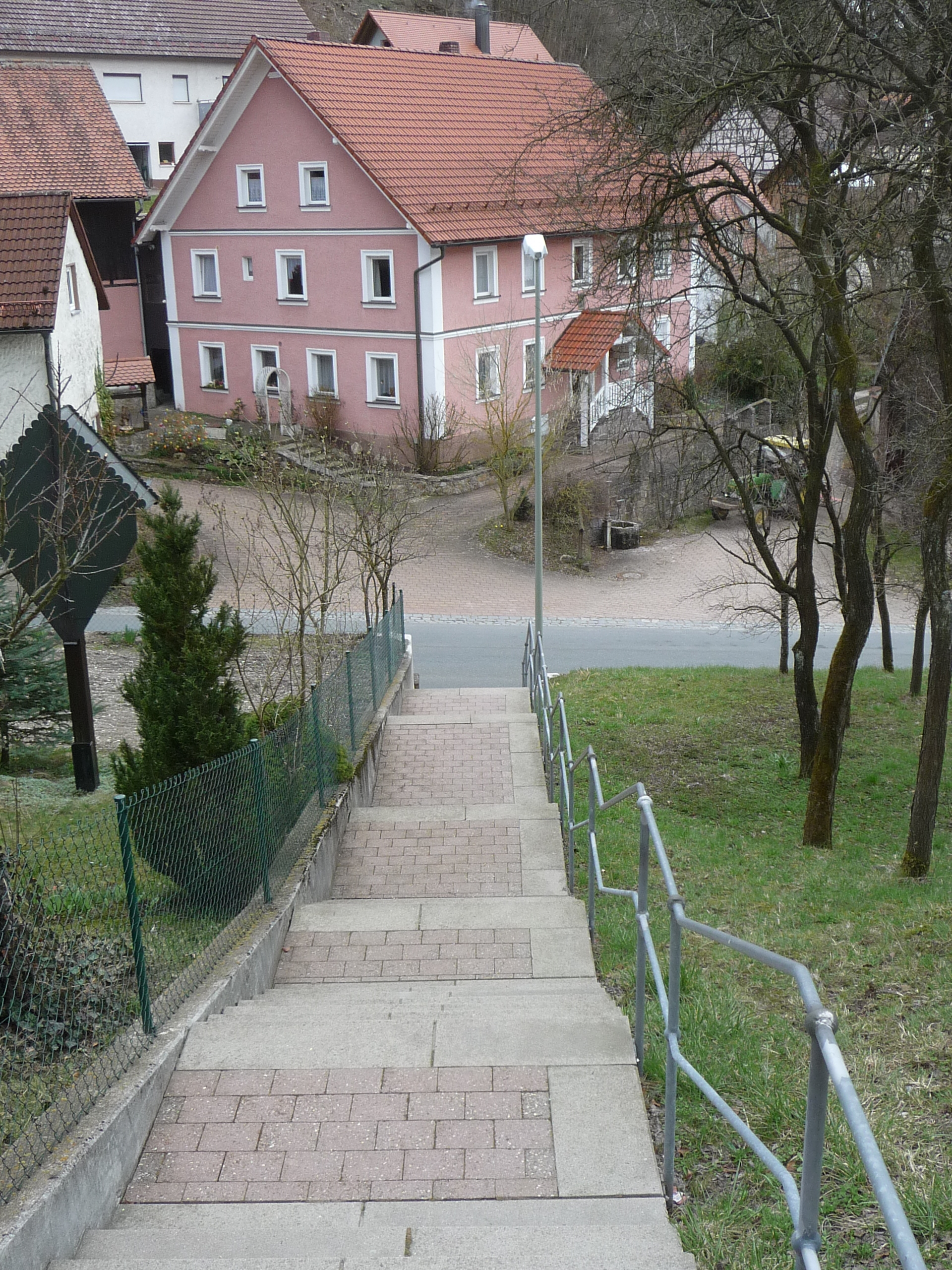
Treppen
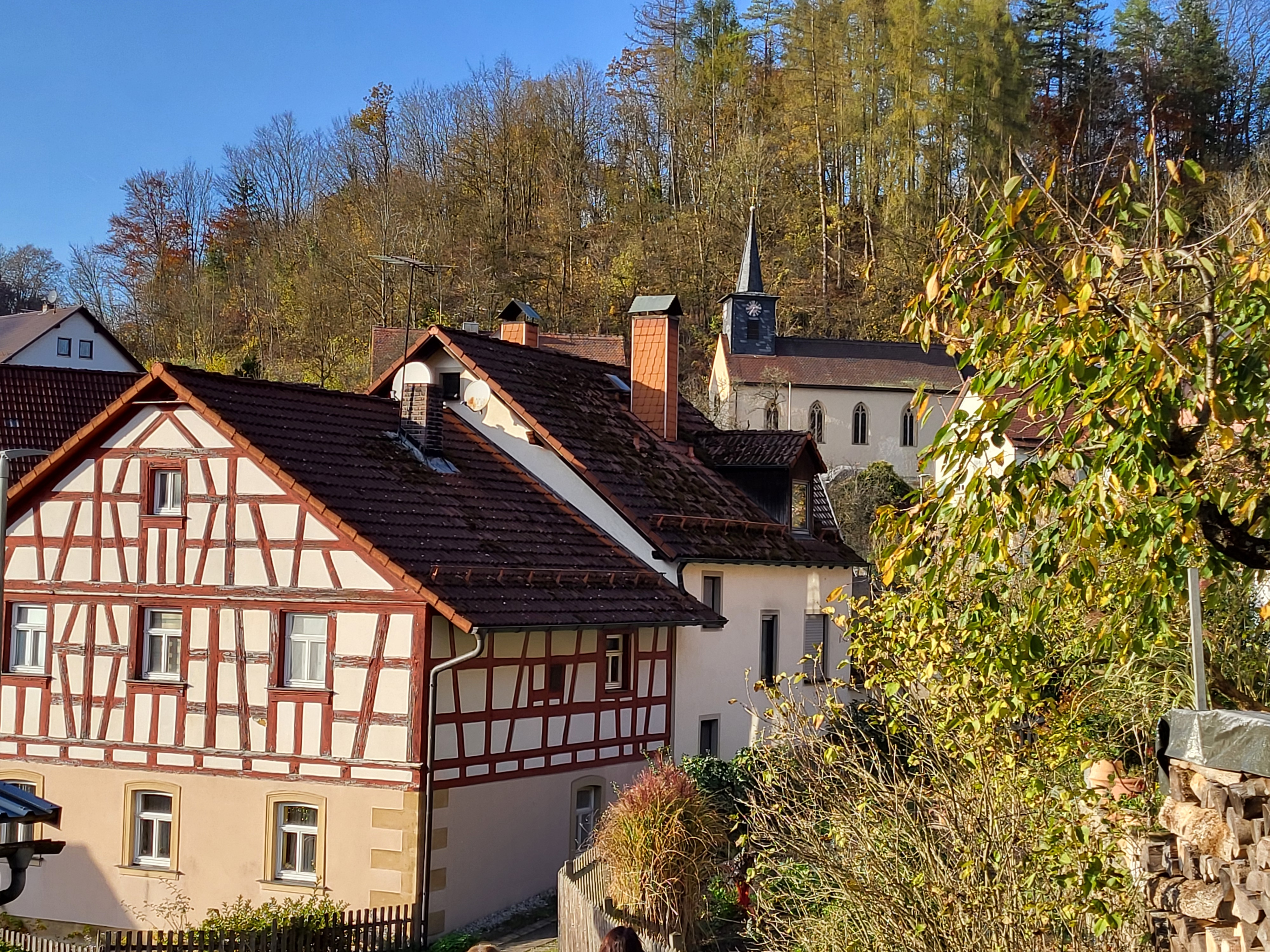
Blick zur Kirche